# Alfred Christensen (escaquista)
Alfred August Christensen (16 d'agost de 1905 – 1974) va ser un jugador d'escacs danès de la dècada del 1930.

## Biografia i resultats destacats en competició
Va participar al Campionat danès d'escacs en quatre ocasions, els anys 1935, 1936, 1939 i 1942.
Alfred Christensen va jugar representant Dinamarca a les Olimpíades d'escacs següents:
- El 1936, al setè tauler a la 3a Olimpíada d'escacs no oficial a Múnic (+11 –4 =4) i hi va guanyar la medalla de plata individual;
- El 1939, al tercer tauler a la 8a Olimpíada d'escacs a Buenos Aires (+5 –9 =5).

Christensen va ser també escriptor d'escacs. El 1943 va publicar el llibre "I Caissas Tjeneste" on comentava les seves partides disputades entre 1934 i 1942. També va ser coautor amb Bjørn Nielsen del llibre de text d'escacs "Alt om Skak" (Odense, 1943).